# Vesoljska odiseja
Vesoljska odiseja (v angleškem izvirniku The Space Odyssey) je niz znanstveno-fantastičnih romanov angleškega pisatelja, futurologa in izumitelja Arthurja Charlesa Clarka ter istoimenskih filmov Stanleyja Kubricka. Sestavljajo ga štirje romani in dva filma.

## Seznam
- 2001: Vesoljska odiseja (2001: A Space Odyssey, roman in istoimenski film iz leta 1984)
- 2010: Druga odiseja (roman 2010: Odyssey Two iz leta 1982 in film 2010: The Year We Make Contact iz leta 1984)
- 2061: Tretja odiseja (roman iz leta 1987)
- 3001: Končna odiseja (roman iz leta 1997)